# Montrichard Val de Cher
Montrichard Val de Cher è un comune francese di recente costituzione che si trova a sud-ovest del dipartimento di Loir-et-Cher, nella piccola regione agricola delle piane boscose della Turenna meridionale. In linea d'aria si trova a 29,2 km da Blois, prefettura del dipartimento, a 42,3 km da Romorantin-Lanthenay, sottoprefettura.. Il comune fa inoltre parte del bassin de vie di Montrichard.
I comuni più vicini sono: Faverolles-sur-Cher (2,5 km), Saint-Julien-de-Chédon (3,9 km), Chissay-en-Touraine (3,9 km), Angé (4,6 km) , Saint-Georges-sur-Cher (5 km) , Chisseaux (6,8 km) (37), Pontlevoy (7,3 km)  e Monthou-sur-Cher (8,2 km).
Esso è stato creato il 1º gennaio 2016 dal raggruppamento dei due comuni di Montrichard e Bourré.